# Peter Bogdanovich

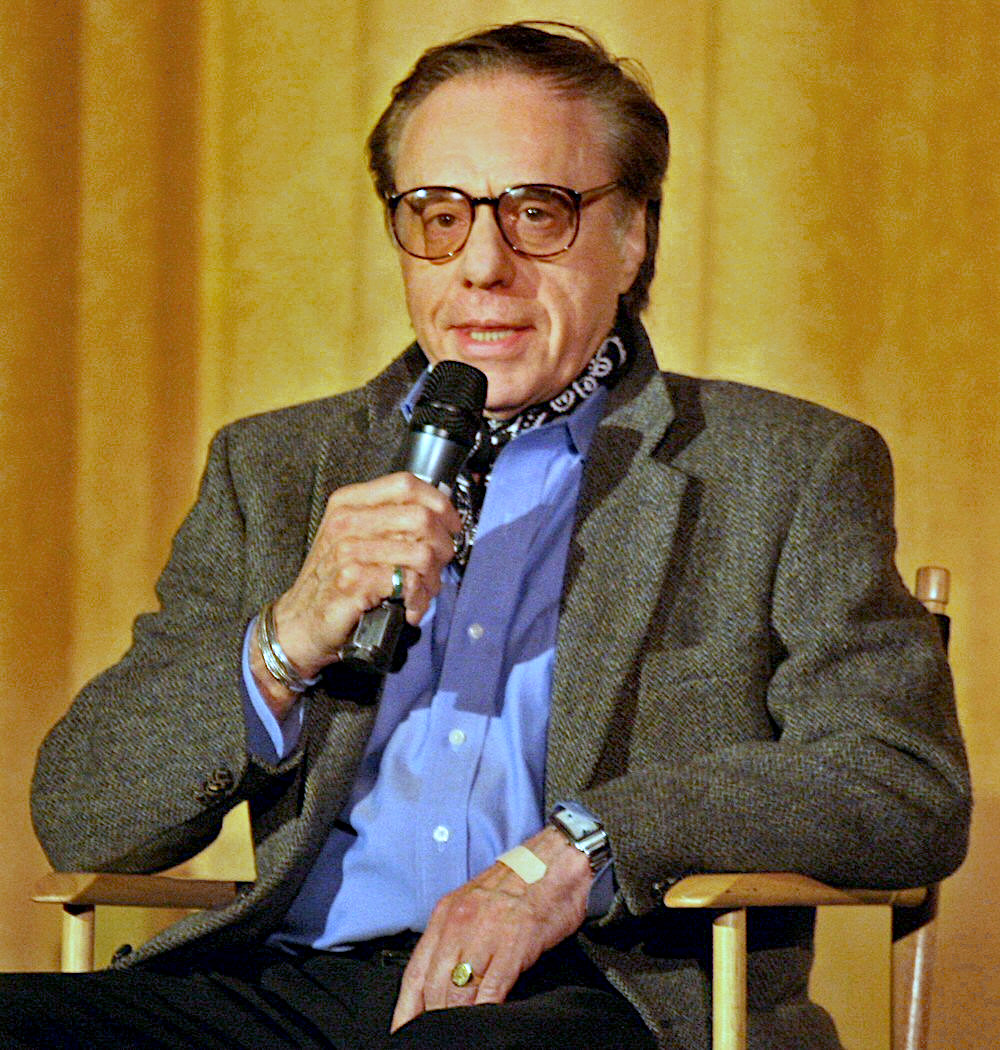
Peter Bogdanovich (2008)

Peter Bogdanovich (* 30. Juli 1939 in Kingston, New York; † 6. Januar 2022 in Los Angeles, Kalifornien) war ein US-amerikanischer Filmregisseur, Drehbuchautor, Filmproduzent, Schauspieler sowie Filmkritiker und -historiker. Seine größten Erfolge als Regisseur feierte er Anfang der 1970er-Jahre während der Phase des New Hollywood mit den Filmen Die letzte Vorstellung, Is’ was, Doc? und Paper Moon. Bogdanovich drehte auch Dokumentarfilme und verfasste Sachbücher zu Filmthemen und Filmschaffenden.

## Leben
Peter Bogdanovich (auch: Piter Bogdanovič) wurde als Sohn eines im Mai 1939 aus Jugoslawien emigrierten Ehepaares geboren. Sein Vater Borislav Bogdanović (1899–1970) war ein jugoslawischer Maler, seine Mutter Herma Robinson (1918–1979) entstammte einer wohlhabenden jüdischen Familie aus Wien, die 1932 nach Zagreb gezogen war. Mit 15 Jahren stand Bogdanovich erstmals als Schauspieler auf der Bühne und absolvierte nach seinem Schulabschluss 1957 (an der elitären Jungenschule Collegiate School) an der Stella Adler Theatre School in New York ein Schauspielstudium.

### Bogdanovich als Filmkritiker
Peter Bogdanovich machte sich ab den frühen 1960er-Jahren zunächst als Filmkritiker und Biograf einiger Hollywood-Regisseure einen Namen. In dieser Zeit kuratierte er Filmprogramme am Museum of Modern Art, seine Kritiken veröffentlichte er vor allem im Magazin Esquire. In seinem Schreiben als Filmkritiker war Bogdanovich insbesondere von dem französischen Filmmagazin Cahiers du cinéma und der dort geprägten Auteur-Theorie beeinflusst. Der US-Filmkritiker Jim Hemphill schrieb über Bogdanovich, dass „keiner eine größere Zahl an bedeutenden Interviews mit den Regisseuren und Schauspielern, die für die kreativste und fruchtbarste Zeit des Hollywood-Kinos verantwortlich waren, durchgeführt hat“. Auch nach seinem Durchbruch als Regisseur betätigte Bogdanovich sich weiterhin als Filmhistoriker; in späteren Jahren war er für filmgeschichtliche Dokumentarfilme ein häufiger Gesprächspartner und sprach Audiokommentare zu zahlreichen DVD- und Blu-ray-Veröffentlichungen klassischer Filme ein.
Eine enge Freundschaft pflegte er insbesondere mit Orson Welles, der zeitweise sogar bei Bogdanovich im Haus lebte, und über den er 1992 das Werk This is Orson Welles veröffentlichte. Das Buch ist eine Sammlung von Gesprächen zwischen den Regisseuren. Er führte außerdem Interviews mit Filmgrößen wie Howard Hawks, John Ford, Fritz Lang, George Cukor, Leo McCarey und Alfred Hitchcock. Dem beinahe vergessenen Regisseur Allan Dwan verhalf er durch sein Buch The Last Pioneer über ihn zu einer Wiederentdeckung. Im deutschsprachigen Raum erschienen Bogdanovichs Gespräche mit diesen und weiteren bekannten Regisseuren 2000 bei Haffmans unter dem Titel Wer hat denn den gedreht?.

### Filmkarriere

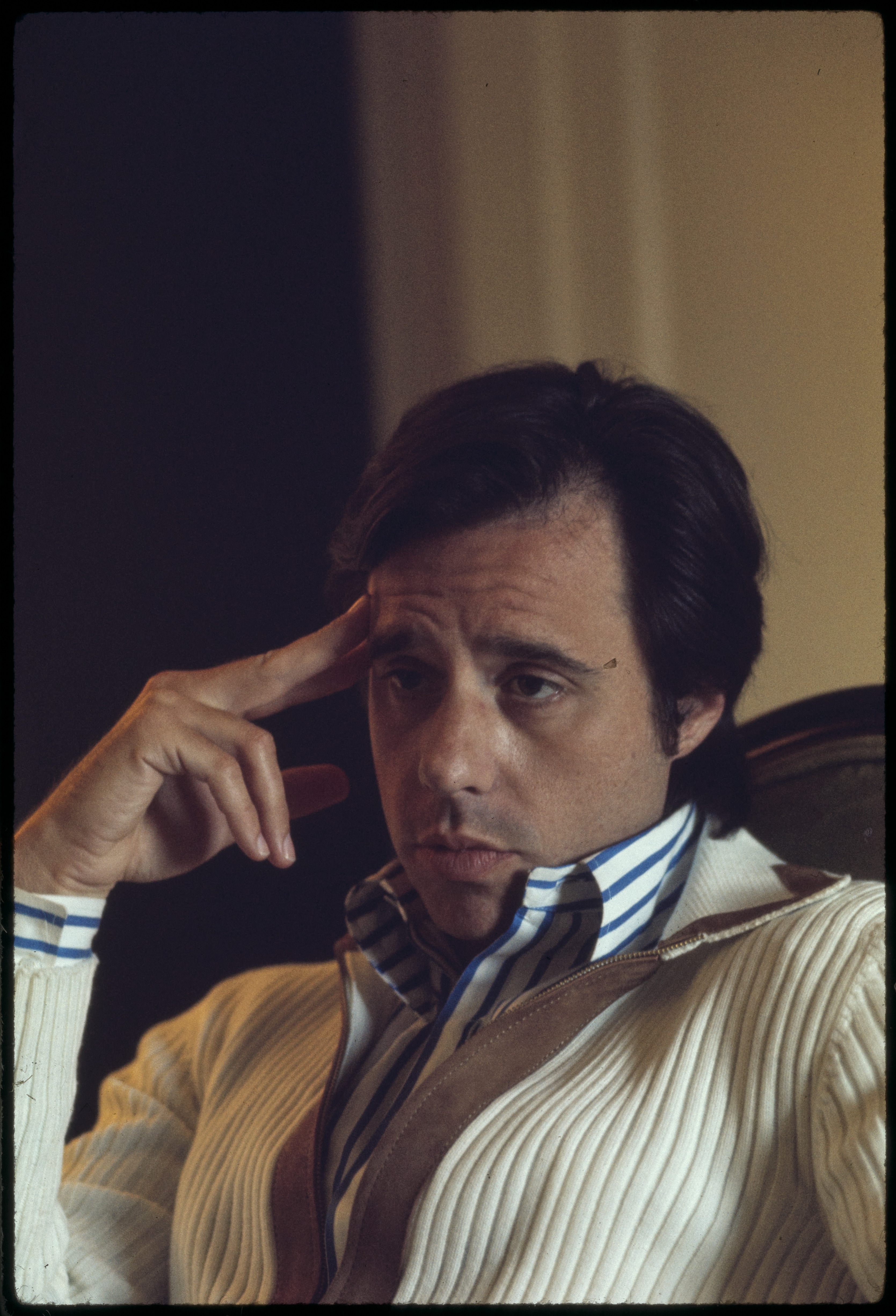
Peter Bogdanovich (1973)

Nachdem Bogdanovich erste Erfahrungen als Regieassistent des Horrorfilm-Regisseurs Roger Corman gesammelt hatte, drehte er als sein Debüt den Thriller Bewegliche Ziele (Targets. 1968) mit dem Altstar des Horror-Genres, Boris Karloff. Der als Low-Budget-Produktion gedrehte Targets wurde als Überraschungserfolg gesehen und brachte Bogdanovich die Chance auf die Verwirklichung von weiteren Filmen.
Seinen großen Durchbruch lieferte er mit seinem dritten Spielfilm ab – Die letzte Vorstellung, ein melancholisches Drama über das Aussterben einer Kleinstadt in Texas, erhielt acht Oscar-Nominierungen und gilt als einer der großen Klassiker des New Hollywood. Der ehemalige Filmkritiker zeigte auch bei seinen weiteren Filmen, dass er gezielt historische Genres wiederzubeleben versuchte. Das gelang ihm etwa mit der Screwball-Komödie Is’ was, Doc? (1972) mit Barbra Streisand und Ryan O’Neal, eine Hommage an den Film Leoparden küßt man nicht von Howard Hawks. Ein weiterer Erfolg war 1973 die Vater-Tochter-Komödie Paper Moon (1973). Diese drei Filme waren sowohl bei Kritikern als auch an den Kinokassen erfolgreich. Bogdanovich galt in dieser Zeit als einer der gefragtesten Regisseure und war in den amerikanischen Medien stark präsent, fiel aber auch, wie er später selbstkritisch zugab, durch ein übersteigertes Selbstbewusstsein auf. Er schlug Angebote aus, bei den späteren Filmklassikern Der Pate, Chinatown und Der Exorzist die Regie zu führen, weil ihm diese nicht vielversprechend oder uninteressant vorkamen.
Ein erster Knick in seiner Karriere machte sich bei Daisy Miller bemerkbar, einer Literaturverfilmung nach Henry James, die gespaltene Resonanz erfuhr. Kritisiert wurde insbesondere die Leistung der Hauptdarstellerin Cybill Shepherd, die damalige Lebensgefährtin Bogdanovichs, für die er seine Frau verlassen hatte – auch dieser Umstand sorgte für negative Schlagzeilen in der Presse. Anschließend drehte Bogdanovich das Musical At Long Last Love (1975) mit Shepard und Burt Reynolds in den Hauptrollen sowie die über die Anfänge von Hollywood in der Stummfilmzeit handelnde Komödie Nickelodeon  (1976), die ebenfalls aber nur eine schwache Rezeption erfuhren. Nach diesen Flops drehte er in Singapur mit einem geringen Budget die 1979 erschienene Tragikomödie Saint Jack, für die ihm Kritiker wie Roger Ebert eine Rückkehr zur alten Form bescheinigten und die ihm einen Preis bei den Filmfestspielen von Venedig einbrachte. 1981 folgte die Komödie Sie haben alle gelacht, die Audrey Hepburn in ihrer letzten Kino-Hauptrolle aufbot, aber durch den gewaltsamen Tod der Schauspielerin Dorothy Stratten überschattet wurde.
Seine späteren Filmprojekte erhielten wechselhafte Rezeptionen. Das mit Cher in der Hauptrolle besetzte Filmdrama Die Maske, das den Umgang einer Familie und ihrer Umgebung mit dem schwerkranken, körperlich missgebildeten Jugendlichen Roy L. Dennis behandelte, war 1985 sehr erfolgreich. Mit Texasville drehte Bogdanovich im Jahr 1990 eine Fortsetzung seines Klassikers Die letzte Vorstellung, für die er große Teile der alten Besetzung erneut gewinnen konnte. Der Film erhielt jedoch nur gemischte Kritiken und nahm an den Kinokassen nur einen Bruchteil seines Budgets ein. Seine an die Tradition der alten Screwball-Komödien angelehnten Kinofilme Die Unschuld der Molly (1988) und Noises Off! – Der nackte Wahnsinn (1992) erfuhren im Gegensatz zu Is’ was, Doc? nur eine durchwachsene Resonanz. The Thing Called Love – Die Entscheidung fürs Leben (1993) zeigte den kurz nach den Dreharbeiten verstorbenen River Phoenix in einer der Hauptrollen als junger Musiker, fiel aber an den Kinokassen durch. Für seinen 2001 inszenierten The Cat’s Meow, der den geheimnisvollen Tod des Stummfilmproduzenten Thomas Harper Ince im Jahr 1924 thematisiert, erhielt Bogdanovich wieder viel Kritikerlob. Ab den 1990er-Jahren drehte Bogdanovich eine Reihe an Fernsehfilmen, darunter den im Noir-Stil gedrehten NY – Streets of Death und die Filmbiografie The Mystery of Natalie Wood über das Leben von Natalie Wood. Der Dokumentarfilm Runnin’ Down a Dream über Tom Petty brachte ihm einen Grammy Award ein. Sein letzter Spielfilm war die starbesetzte Screwball-Komödie Broadway Therapy im Jahr 2014. Im Jahr 2018 veröffentlichte er den Dokumentarfilm The Great Buster über das Leben von Buster Keaton, der ähnlich wie Bogdanovich viele Höhen und Tiefen in Hollywood durchlebt hatte.
Auch weil Bogdanovich 1985 und nochmals 1997 Privatinsolvenz anmelden musste, trat er seit den späten 1990er-Jahren häufiger als Schauspieler für andere Regisseure vor die Kamera. In der US-Gangsterserie Die Sopranos war er zwischen 2000 und 2007 in 15 Folgen in einer wiederkehrenden Nebenrolle als Psychiater Dr. Elliott Kupferberg zu sehen, eine Episode inszenierte er zudem als Regisseur. Cameos übernahm er in seinen eigenen Filmen sowie auch in Produktionen anderer Regisseure, so absolvierte er einen Gastauftritt als Filmregisseur in dem Horrorfilm Es Kapitel 2 (2019). Eine größere Rolle hatte er auch in dem Spielfilm The Other Side of the Wind von Orson Welles, der bereits in den 1970ern gedreht, aber erst 2018 auch unter Mitwirkung von Bogdanovich fertiggestellt wurde.

## Privatleben
Von 1962 bis 1971 war Bogdanovich mit Polly Platt verheiratet, die als Production Designerin mit ihm zusammenarbeitete. Aus der Ehe gingen zwei Töchter hervor, Antonia und Alexandra. Platt wird zugesprochen, einen wichtigen Anteil an dem Erfolg von Bogdanovichs ersten Filmen gehabt zu haben.
1980 verliebte Bogdanovich sich während der Dreharbeiten zu seinem Film They All Laughed in das Playboy-Playmate Dorothy Stratten, die sich gerade von ihrem Ehemann, dem Zuhälter und Promoter Paul Snider, getrennt hatte und, noch bevor der Film in die Kinos kam, von diesem ermordet wurde. Über den Tod von Stratten schrieb er 1984 das Buch The Killing of the Unicorn. 1988 heiratete Bogdanovich Dorothys jüngere Schwester Louise Stratten. Sie trennten sich im Jahr 2001, lebten aber weiterhin gemeinsam in einer Wohnung.
Sein ereignisreiches Leben rekapitulierte Bogdanovich 2020 in Zusammenarbeit mit Turner Classic Movies in der Podcast-Reihe The Plot Thickens. Er starb im Januar 2022 im Alter von 82 Jahren in seinem Haus in Los Angeles an Komplikationen der Parkinson-Krankheit.

## Filmografie (Auswahl)

### Regisseur
- 1967: The Great Professional: Howard Hawks (Fernsehdokumentation über Howard Hawks)
- 1968: Bewegliche Ziele (Targets) – Drehbuch, Schnitt, Produktion und Regie
- 1968: Voyage to the Planet of Prehistoric Women (eigentlich Planet der Stürme) – Regie
- 1971: Die letzte Vorstellung (The Last Picture Show) – Drehbuch (zusammen mit Larry McMurtry und James Lee Barrett) und Regie
- 1971: Directed by John Ford (Dokumentarfilm über John Ford) – Drehbuch und Regie
- 1972: Is’ was, Doc? (What’s Up, Doc?) – Drehbuch (zusammen mit Buck Henry, David Newman und Robert Benton), Produktion und Regie
- 1973: Paper Moon – Produktion (zusammen mit Frank Marshall) und Regie
- 1974: Daisy Miller (Daisy Miller) – Produktion und Regie
- 1975: At Long Last Love – Drehbuch, Produktion und Regie
- 1976: Nickelodeon – Drehbuch und Regie
- 1979: Saint Jack – Drehbuch (zusammen mit Howard Sackler) und Regie
- 1981: Sie haben alle gelacht (They All Laughed) – Drehbuch und Regie
- 1985: Die Maske (Mask) – Regie
- 1988: Die Unschuld der Molly (Illegally Yours) – Produktion und Regie
- 1990: Texasville (Texasville) – Drehbuch, Produktion und Regie
- 1992: Noises Off! – Der nackte Wahnsinn (Noises Off) – Regie
- 1993: The Thing Called Love – Die Entscheidung fürs Leben (The Thing Called Love) – Regie
- 1998: NY – Streets of Death (Naked City: A Killer Christmas; Fernsehfilm) – Regie
- 1999: Ich bin Du, und Du bist ich (A Saintly Switch; Fernsehfilm) – Regie
- 2001: The Cat’s Meow – Regie
- 2004: The Mystery of Natalie Wood (Fernsehfilm) – Regie
- 2007: Tom Petty and the Heartbreakers: Running Down a Dream (Dokumentarfilm) – Regie
- 2014: Broadway Therapy (She’s Funny That Way) – Regie, Drehbuch
- 2018: The Great Buster: A Celebration (Dokumentarfilm über Buster Keaton) – Regie

### Als Schauspieler (Auswahl)
- 1968: Bewegliche Ziele (Targets)
- 1977: Opening Night (als er selbst)
- 1979: Saint Jack
- 1986: Das Model und der Schnüffler (Moonlighting; Fernsehserie, Folge The Straight Poop) (als er selbst)
- 1997: Mr. Jealousy
- 1997: Bella Mafia (Fernsehfilm)
- 1998: Studio 54 (54) (als er selbst)
- 1998: Lick the Star (Kurzfilm)
- 2000: Rated X (Fernsehfilm)
- 2000–2007: The Sopranos (Fernsehserie, 15 Folgen)
- 2001: Festival in Cannes
- 2004: Edgar G. Ulmer – Der Mann im Off (Dokumentarfilm)
- 2005/2007: Criminal Intent – Verbrechen im Visier (Fernsehserie, zwei Folgen)
- 2006: Kaltes Blut – Auf den Spuren von Truman Capote (Infamous)
- 2006: ’Tis Autumn: The Search for Jackie Paris
- 2007: Die Simpsons (Fernsehserie, Folge Yokel Chords, Sprechrolle)
- 2007: Dedication
- 2007: Broken English
- 2007: The Fifth Patient
- 2010: Ohne jede Spur (Abandoned)
- 2010: How I Met Your Mother (Fernsehserie, Folge Robots vs. Wrestlers) (als er selbst)
- 2011: Rizzoli & Isles (Fernsehserie, Folge Burning Down the House)
- 2013: Are You Here
- 2014: Gefühlt Mitte Zwanzig (While We’re Young)
- 2014: Good Wife (Fernsehserie, Folge Goliath and David) (als er selbst)
- 2016: Between Us
- 2018: The Other Side of the Wind [in den frühen 1970ern gedreht]
- 2019: Es Kapitel 2 (It Chapter Two)
- 2023: Willie and Me

## Schriften (Auswahl)
- John Ford. London 1967.
- Fritz Lang in America. London 1968 .
- Allan Dwan. The last pioneer. London 1971.
- Pieces of Time. Peter Bogdanovich on the Movies. New York 1973.
- Picture Shows. Peter Bogdanovich on the Movies. London 1975.
- The Killing of the Unicorn. Dorothy Stratten (1960–1980). New York 1984.
- Pieces of Time. Peter Bogdanovich on the Movies, 1961–1985. New York 1985.
- zusammen mit Orson Welles: This is Orson Welles. New York 1992 (dt. Hier spricht Orson Welles. 1994, ISBN 3-88679-228-5).
- Peter Bogdanovich’s Movie of the Week. 52 Classic Forms for One Full Year. New York 1999.
- Wer hat denn den gedreht? Gespräche mit Robert Aldrich ... Haffmans, Zürich 2000, ISBN 3-251-00463-8.

## Auszeichnungen
Die letzte Vorstellung
- BAFTA Award bestes Drehbuch
- New York Film Critics Circle Award bestes Drehbuch
- New York Film Critics Circle Award bester Regisseur
- Nominierung – Academy Award bester Regisseur
- Nominierung – Academy Award bestes Drehbuch (adaptiert)
- Nominierung – BAFTA Award bester Regisseur
- Nominierung – Directors Guild of America Award bester Regisseur
- Nominierung – Golden Globe Award bester Regisseur
- Nominierung – Writers Guild of America Award bestes Drehbuch (adaptiert)